# Félix d'Arjuzon
Pour les articles homonymes, voir D'Arjuzon.
Félix Jean François Thomas, comte d'Arjuzon (Paris, 28 avril 1800 - Paris 8e, 24 septembre 1874), est un homme politique français du XIXe siècle.

## Biographie
D'une ancienne famille noble originaire des environs d'Arjuzanx, Félix Jean François Thomas est le fils de Gabriel d'Arjuzon (1761-1851), premier chambellan de Louis Bonaparte roi de Hollande, comte de l'Empire, pair des Cent-Jours et de la Restauration, « grand-officier » de l'ordre de la Réunion, de celui de la Couronne de Hollande et du mérite civil de Bavière et officier de la Légion d'honneur. Sa mère est Marie Agnès Françoise Pierre Pascalie Hosten (1774-1850), fille unique de Jean-Baptiste Hosten (1741-1802), riche famille bordelaise, possédant des terres et des plantations à Saint-Domingue. Grâce aux relations que son père continue à entretenir avec Louis Bonaparte et Hortense de Beauharnais, il devient très tôt l'ami de Louis-Napoléon.
Gentilhomme de la Chambre du roi Charles X à la fin de la Restauration, il refuse de succéder à son père démissionnaire de la pairie peu après l'avènement de Louis-Philippe Ier. Sous la monarchie de Juillet, il se contente d'exercer le mandat de conseiller général de l'Eure débute modestement dans la carrière politique comme conseiller général du canton de Montfort (Eure), département dans lequel il possède de vastes propriétés. Très riche (il est un gros actionnaire de la Banque de France), il vit de ses rentes.
Rallié au gouvernement du Prince-Président, il accepta d'être son candidat officiel au Corps législatif, le 29 février 1852, dans la 3e circonscription de l'Eure. « Facilement élu »,, contre M. d'Osmoy, candidat de l'opposition, Félix d'Arjuzon conserve la confiance des électeurs, et est successivement réélu par la même circonscription :
- le 22 juin 1857[n 3], contre Dupont de l'Eure fils[n 4] ;
- le 1er juin 1863[n 5], contre Dupont de l'Eure[n 6], et,
- le 24 mai 1869[n 7] contre deux nouveaux candidats de l'opposition : MM. d'Osmoy[n 8] et Edmond Adam[n 9].

Il « s'associa, comme membre de la majorité, à tous les actes du règne » de Napoléon III. Très effacé, il siège fidèlement dans la majorité comme dans celle du conseil général de son département. Devenu chambellan de l'Empereur en janvier 1853, il rapporte aux Tuileries le détail du déroulement des séances du Palais Bourbon, ce qui explique que de nombreux députés, y compris parmi les partisans du régime, le tiennent en suspicion.

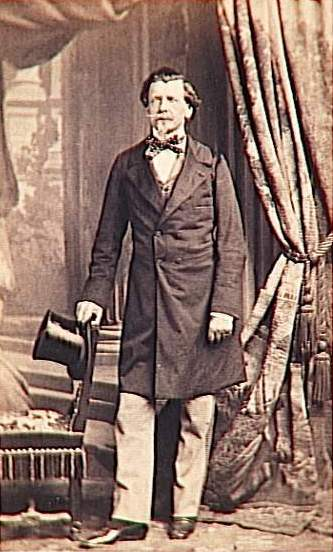
Le comte d'Arjuzon photographié.

En janvier 1861, il devient chambellan honoraire et est remplacé à la Cour par le deuxième de ses quatre fils, Georges, ancien lieutenant d'infanterie pendant la campagne de Crimée. Officier de la Légion d'honneur (13 août 1861), de Léopold de Belgique, de l'ordre royal de Wurtemberg et de Saint-Grégoire-le-Grand, Félix d'Arjuzon se retire de la vie politique à la chute du Second Empire.
Il est inhumé avec ses parents au cimetière Saint-Louis d'Évreux,

### Postérité
- Le 25 juin 1826 (Paris), il avait épousé Caroline Isabelle (1808-1849), fille de Jacques Louis Étienne de Reiset, ancien receveur général des finances nommé régent de la Banque de France. Par ce mariage, il devenait le beau-frère du général-baron de Beurnonville, pair de France mais aussi de Jules Reiset, son futur collègue au Corps législatif[2]. De son épouse, il eut[4] :
  - Gabriel (1831-1859) ;
  - Georges Jacques Marie[5] (Louye (Eure), 11 novembre 1834 - Paris, 9 avril 1900), 3e comte d'Arjuzon, officier de la Garde, chambellan de l'Empereur (janvier 1861 - 4 septembre 1870), chevalier de la Légion d'honneur[réf. à confirmer][4], chevalier de l'ordre du Médjidié[6], marié, le 26 mai 1859 à Paris, avec Valentine Cuvelier (née en 1839), dont :
    - Caroline (Paris, 10 mars 1861 - Paris, 13 juillet 1918), religieuse : chanoinesse (1906) ;
    - Louis Napoléon Marie Jules (Paris, 23 mars 1863 - 20 février 1941), 4e comte d'Arjuzon, capitaine au 12e régiment de cuirassiers, officier de la Légion d'honneur (11 juillet 1920)[6], marié avec Mary Maddington (née en 1866), dont :
      - Renée (née le 21 juin 1897 à Paris), mariée le 22 juillet 1919 à Paris, avec Guillaume Marie Victor, baron Reille (né en 1891), propriétaire exploitant, dont postérité ;

    - Henriette (née en 1865), mariée avec Jacques Albert de Voize (1849-1910), secrétaire d'ambassade, puis avec Louis Marie Pierre d'Alvimare de Feuquières (1850-1919) ;
    - Félix Henri Marie Joseph (Paris, 9 mars 1869 - Paris 5 janvier 1957), 5e comte d'Arjuzon, marié, le 24 juillet 1900 à Verrières-le-Buisson (Essonne), avec Louise Marie Thérèse Lévêque de Vilmorin (1873-1967), dont
      - Un fils, marié, dont postérité ;
      - Une fille, mariée, dont postérité ;

  - Paul (né en 1840).

Remarié avec Clara Flandin en avril 1862, il entrait ainsi dans une autre famille parlementaire, celle de Louis Flandin, ancien représentant de Seine-et-Oise à la Constituante et à la Législative et conseiller d'État du Second Empire, du fils de celui-ci, Anatole, député bonapartiste du Calvados (1876-1881) et du petit-fils, Ernest, député du Calvados (1902-1932).

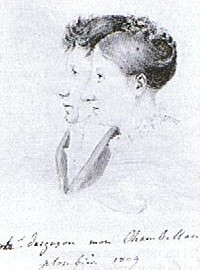
Hortense de Beauharnais (1783–1837), M. d'Arjuzon, mon chambellan et son épouse (1809), parents de Félix
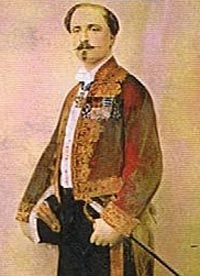
Georges d'Arjuzon (1834-1900).

## Distinctions

### Titres
- 2e comte d'Arguzon (1851-1874) ;
  - Transmission des titre et majorat de baron-pair conférés par lettres patentes des 2 février 1809 et 13 mars 1820 (ces dernières modifiant le titre de comte en celui de baron, pour l'assiette de la pairie héréditaire), confirmée en faveur du fils cadet de Gabriel d'Arjuzon, par arrêté ministériel du 6 décembre 1852.
  - Transmission des titre de comte héréditaire et majorat au titre de baron-pair conférés à Gabriel-Thomas Darjuzon, par lettres patentes du 2 février 1809 et du 13 mars 1820, confirmée en faveur du petit-fils aîné en primogéniture, Georges-Jacques-Marie d'Arjuzon, par arrêté ministériel du 3 avril 1875.

### Décorations
| Officier de la Légion d'honneur | Officier de l'ordre de Léopold | Chevalier de l'ordre de la Couronne de Wurtemberg | Chevalier de l'ordre de Saint-Grégoire-le-Grand |

- Officier de la Légion d'honneur (13 août 1861)[7] ;
- Officier de l'ordre de Léopold de Belgique ;
- Chevalier de l'ordre de la Couronne de Wurtemberg[4] ;
- Chevalier de l'ordre de Saint-Grégoire-le-Grand[4] ;

### Hommage, honneur, mention, etc.
- Gentilhomme de la Chambre du roi[3] Charles X (fin de la Restauration française) ;
- Chambellan de l'Empereur (janvier 1853 - janvier 1861) ;
- Chambellan honoraire (janvier 1861 - 4 septembre 1870) ;

De par sa fonction de chambellan, on retrouve le comte d'Arjuzon sur plusieurs œuvres dépeignant la cour du Second Empire, dont :
| |  | |
| Jean-Léon Gérôme (1824–1904), Réception des ambassadeurs siamois par Napoléon III et l'Impératrice Eugénie au château de Fontainebleau, le 27 juin 1861, 1864, musée national des châteaux de Versailles et de Trianon |  | Ange Tissier (1814-1876), L'achèvement du Louvre : L'empereur approuvant les plans présentés par M. Visconti, 1865 (Salon de 1866), Musée du château de Versailles (en dépôt au musée du Louvre). D'Arjuzon est au 2e plan, près de la fenètre. |

## Armoiries
| Image | Blasonnement |
| ----- | --- |
|       | Armes du comte d'Arjuzon D'azur, au chevron d'argent, accompagné de trois fers de dard du même, la pointe en haut,. - Couronne de comte. - Supports : deux lions. |